# Marbre de Guillestre
Der Marbre de Guillestre ist eine obertriassische Formation der französischen und italienischen Westalpen.

## Etymologie
Der Marbre de Guillestre, oft auch im Plural als Marbres de Guillestre bekannt, ist nach seiner Typlokalität Guillestre (Steinbruch Saint Crépin) im Département Hautes-Alpes bezeichnet worden. Streng genommen handelt sich hier im petrographischen Sinne um keinen echten Marmor (Französisch marbre), sondern um einen Knollenkalk ohne Rekristallisation.

## Einführung

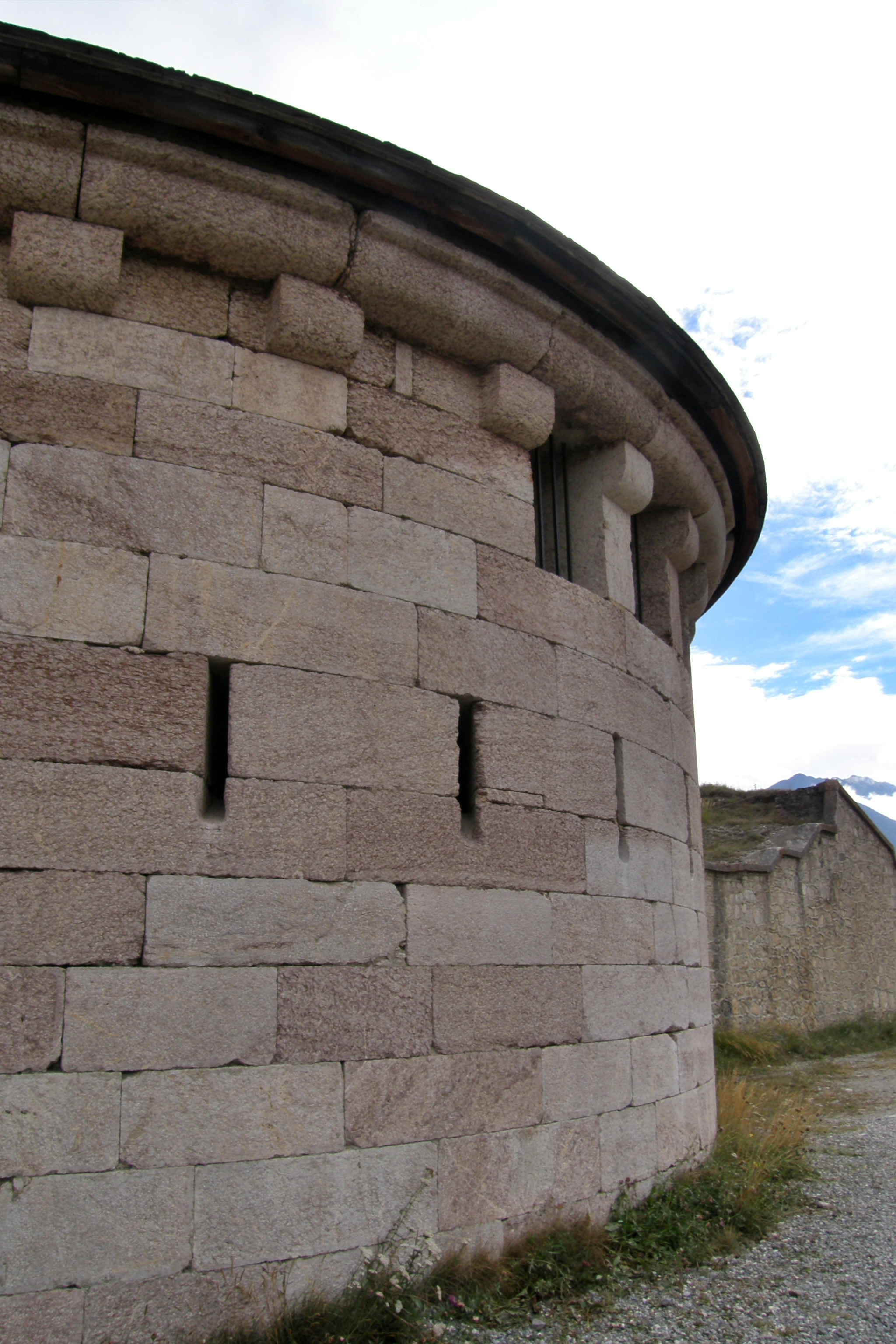
Lünette des Fort Mont-Dauphin, erbaut aus Marbre de Guillestre

Die Formation des Marbre de Guillestre bildet Teil der Sedimenthülle des Briançonnais – einer tektonischen Externzone des Mittelpenninikums. Während der Herausbildung des europäischen Kontinentalrandes und der damit einhergehenden Entstehung des zukünftigen tethyalen Alpenozeans zeichnet sich die Sedimentationsgeschichte des Briançonnais bis in den mittleren Malm durch eine stabile Hochlage aus, wohingegen die Zone des kontinentwärtigen Dauphinois bereits kräftige Absenkbewegungen bei gleichzeitiger Krustenverdünnung (durch listrische Blöcke) erlebte. Erst ab dem Oberjura tauchte seinerseits auch das Briançonnais ein und es kam zur Ablagerung von 10 bis 30 Meter mächtigen Knollenkalken – dem Marbre de Guillestre.

## Verbreitung
Neben der Typlokalität ist der Marbre de Guillestre im gesamten Briançonnais mit seinen verschiedenen Decken und Teildecken anzutreffen. Darüber hinaus findet er sich weit verbreitet im Oberjura der alpinen Internzone, insbesondere auch in Italien, wo er wegen seiner Rotfärbung und seines Ammonitenreichtums als Ammonitico Rosso (oder auch Rosso Ammonitico) bezeichnet und beispielsweise unter dem Namen Veroneser Marmor gehandelt wird. Äquivalente Formationen im Südalpin sind neben dem Ammonitico Rosso der Rosso ad Aptici. Vergleichbare Fazies treten selbst noch im Oberostalpin auf, wie beispielsweise im Ruhpoldinger Marmor oder generell in Formationen wie dem Aptychenkalk oder den Aptychenschichten. Erwähnenswert sind ferner der triassische Adneter Marmor und die Scaglia Rossa aus der Unterkreide der Südalpen. Sehr ähnliche Fazies sind aber nicht ausschließlich an das Mesozoikum gebunden, sondern finden sich auch bereits im Paläozoikum, beispielsweise der oberdevonische Cephalopodenkalk des Rheinischen Schiefergebirges oder die Griotte in Frankreich.

## Stratigraphie
An der Typlokalität liegt der Marbre de Guillestre diskordant auf grauer dolomitischer Trias des Noriums. Andernorts wie beispielsweise am Externmassiv Argentera-Mercantour kann er auch auf Dogger (Oberes Bathonium bis Callovium) heruntergreifen, der dann seinerseits diskordant über Obertrias liegt.
Der Marbre de Guillestre wird seinerseits von nur wenige Meter mächtigen, hellgrauen bis weißen Calpionellenkalken des Tithoniums überlagert. Hierüber folgen nach einer erneuten Diskordanz recht mächtige planktonische Kalkschiefer der Oberkreide (mit Globotruncana).
Die dolomotische Trias war im seichten Flachwasser abgelagert worden. Dies ist erkennbar an benthischen und bakteriellen Lebensspuren im Sediment. Kleinere Störungen durchziehen die Dolomite und deuten auf deren tektonisch bedingte Dehnung. Im Lias und Dogger kam es sodann zur Emersion des Briançonnais, das nun als inselartige Hochzone aufragte. Ab dem oberen Bathonium wurde das Geantiklinal des Briançonnais vor 165 Millionen Jahren dann langsam überflutet und verwandelte sich sukzessiv in einen Kontinentalabhang, auf dem schließlich die pelagischen Sedimente des Marbre de Guillestre an aufragenden Hochstellen sedimentiert wurden.
Die folgenden Calpionellenkalke und Kalkschiefer sind wie der Marbre de Guillestre ebenfalls Tiefwassersedimente. Die Diskordanz der Kalkschiefer deutet jedoch nicht wie im vorangegangenen Fall auf zwischenzeitliches Trockenfallen, sondern auf eine Sedimentationslücke (Hiatus), wahrscheinlich verursacht durch erodierende Tiefenströmungen.

## Sedimentologie
Der Marbre de Guillestre, gelegentlich auch Marbre rose de Guillestre, ist ein feinkörniger, mehr oder weniger tonreicher Kalkstein, der durch dreiwertiges Eisenoxid (Fe3+) rot oder rötlich gefärbt ist. Die durch Hämatit dunkelrot gefärbten Tonlagen deuten auf oxidierende Verhältnisse hin. Bei längerer Verwitterung nimmt der Kalk Grautöne an. Das recht harte und nur schlecht geschichtete Gestein weist ein knolliges Gefüge auf. Die zentimetergroßen, heller gefärbten Knollen sind kalkreicher als die umgebende Matrix und oft in der Schichtungsebene gestreckt. Häufig finden sich auch verhärtete Schichthorizonte, die von einer Eisen-Manganhaut überzogen sind. Sie stellen typische Kondensationshorizonte (Hartgrunde, Englisch hardgrounds) dar, die sich durch lange Unterbrechungen oder geringe Geschwindigkeiten in der Sedimentation herausbildeten. Diese Knollenkalkfazies dürfte in relativ großer Meerestiefe entstanden sein (wahrscheinlich tiefer als 200 Meter). Das Sediment war aber dennoch durch ständigen Wasseraustausch (kühle Strömungen) gut durchlüftet und weist überdies eine sehr diversifizierte marine Fauna auf. Üblicherweise wird das Ablagerungsmilieu als klassisches, pelagisches Hochgebiet interpretiert. Tiefen- und Strömungsgeschwindigkeitsänderungen konnten hier durchaus einen Sedimentationsstop bzw. eine erneute Sedimentlösung bewirken.
Der Marbre de Guillestre ist ein Fossilkalk, der aus der Akkumulation unzähliger Kalkschalen mariner Organismen (wie beispielsweise leicht deformierte und angelöste Ammoniten und deren Aptychen, Belemniten, Gastropoda, Globigerinen etc.) auf dem Meeresboden hervorgegangen ist. Der hieraus entstandene Kalkschlamm verfestigte sich sodann im Verlauf der Diagenese unter dem Auflastungsdruck allmählich zu einem festen Kalkstein. Da benthische Fossilien fehlen, kann auf ein relativ tiefes Bildungsmilieu geschlossen werden.
Nicht restlos geklärt ist die Entstehung der Knollen. Wahrscheinlich handelt es sich hier um einen Umlagerung- bzw. Verpressungsseffekt, der durch differentielle Kompaktion, Meeresströmungen, Sedimentwühler oder seismisch bedingte Hangrutschungen ausgelöst worden sein dürfte. Da die Sedimentation weiter voranschritt, wurden die sich bildenden Knollen von der umgebenden Matrix umhüllt. Denkbar sind ferner biologisch-sedimentäre Phänomene, die zu einer erhöhten Karbonatkonzentration um Organismenreste oder bakterielle Ansammlungen beitrugen. Möglicherweise verstärkte auch die Diagenese die Abtrennung und geochemische Separation von Ton- und Kalklagen, so dass schließlich nahezu reine Kalkknollen inmitten von reinen Tonlagen vorlagen. Dass es zu keiner durchgehenden schichtigen Separation Ton-Kalk kam, erklärt sich durch fehlenden Kalkgehalt im Ton. Kalk migriert aus tonigen hin zu kalkigen Partien, was durch Brenneke (1977) durch die Anreicherung leichter Sauerstoffisotope in Kalkbänken nachgewiesen werden konnte. Noch extremer als Knollenkalke sind in dieser Beziehung Konkretionen.

## Fossilien
Die vorhandenen Fossilien sind nur schlecht bestimmbar, es konnten aber dennoch in der Ammonitenfauna die Taxa Sowerbyceras, Lytoceras und PerÎsphinctes bestimmt werden. Bei den Belemniten ist das Taxon Duvalia zu erkennen.

## Alter

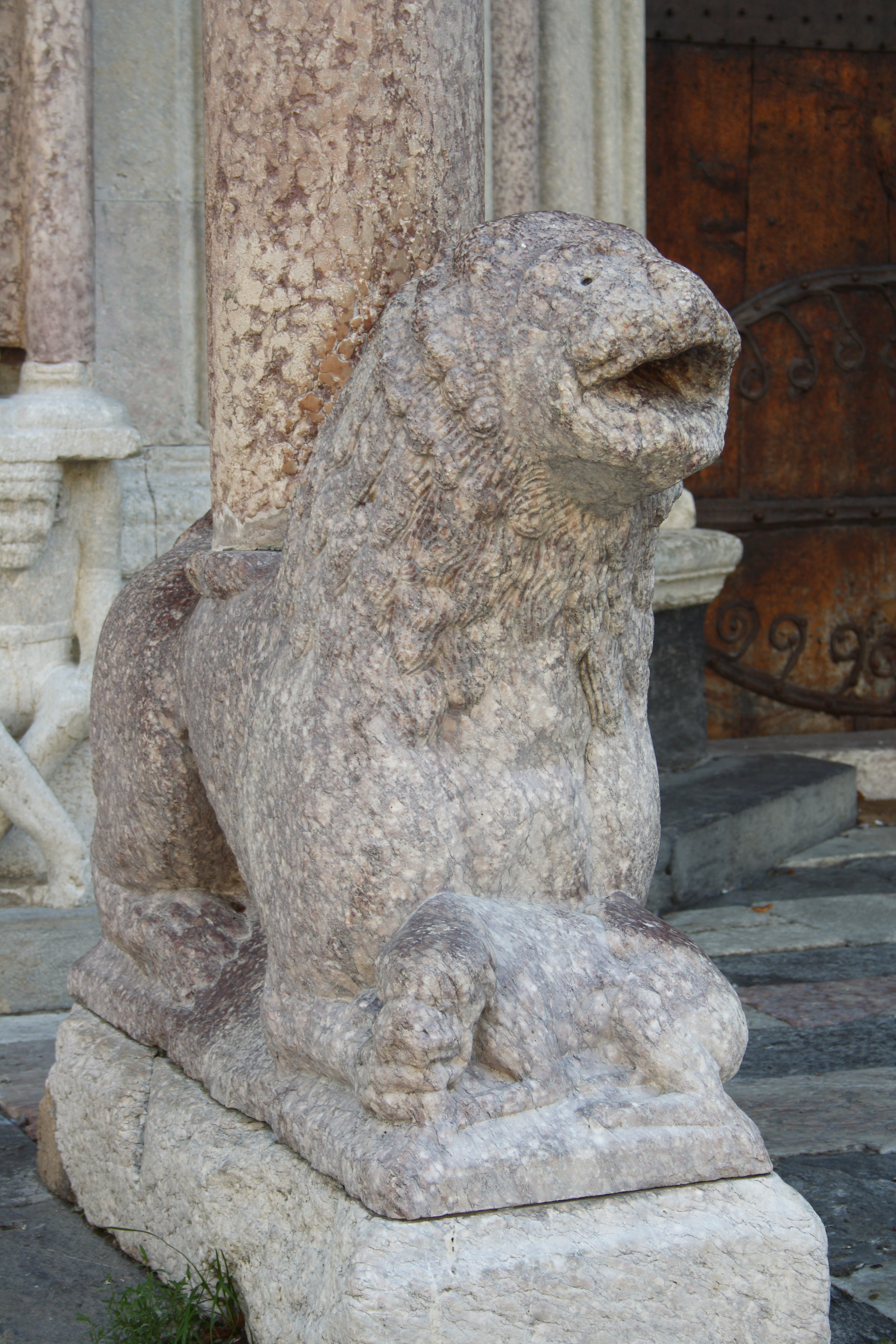
Löwenstatue und Säule am Eingangsportal von Notre-Dame-du-Réal, gefertigt aus Marbre de Guiilestre

Die im Marbre de Guillestre enthaltenen pelagischen Fossilien deuten auf ein oberjurassisches Alter, genauer auf Oxfordium und  unteres Kimmeridgium, d. h. auf den Zeitraum 160 bis 150 Millionen Jahre vor heute.

## Verwendung
Der Marbre de Guillestre fand im weiteren Umkreis seiner Typlokalität aufgrund seiner mechanischen Eigenschaften spätestens ab dem Mittelalter eine reiche architektonische Verwendung, so beispielsweise beim Bau der Festungsstadt Mont-Dauphin, an der Kathedrale von Gap oder an Notre-Dame-du-Réal in Embrun. Sein massives Auftreten ermöglicht eine Aufbereitung in große Blöcken und Quader, die sich beispielsweise gut zu monolithischen Denkmälern, Pfeilern, Brunnen, Bänken, Tischen oder auch Treppenstufen weiter verwenden lassen. Seine Oberfläche lässt sich vielseitig bearbeiten und ist polierfähig. Auf polierten Oberflächen bilden Knollen und Fossilien sehr anspruchsvolle Dekorationselemente. Poliert findet der Marbre de Guillestre Verwendung bei Grabdenkmälern, Mobiliar und Kunstgegenständen. Der knollige Charakter des Gesteins stellt jedoch insbesondere bei Skulpturen ein gewisses Manko dar.